# Marike
Marike ist ein weiblicher Vorname.

## Herkunft und Bedeutung
Der Name ist die niederländische , niederdeutsche und memelländische Verkleinerungsform von Maria.
Varianten sind unter anderem Marieke, Mariëlle, Mariëtte, Marijke, Maaike, Mariska, Marita, Meike, Mia, Mieke, Miep, Mies, Ria und Jette.

## Bekannte Namensträgerinnen
- Marike van Dijk (* 1982), niederländische Jazzmusikerin
- Marike Steinacker (* 1992), deutsche Leichtathletin (Diskuswurf)